# Kalidah
I Tigrorsi sono dei personaggi del celebre libro di Frank Baum, "Il meraviglioso mago di Oz".
I Tigrorsi sono dei mostri dal corpo di orso e dalla testa di tigre, di proporzioni smisurate, molto aggressivi e feroci. Vivono in una foresta tenebrosa, lungo il sentiero dorato che conduce alla città di Smeraldo.
Il leone codardo li descrive a Dorothy come esseri temibili, gli unici nella foresta a non temere il suo ruggito. Raggiungono la ragazzina e i suoi compagni nei pressi di un precipizio. L'uomo di latta, su invito dello spaventapasseri riesce a sradicare un lungo albero e ad utilizzarlo come ponte per attraversare il burrone poi però arrivano i Tigrorsi e per salvarsi tagliarono l'estremità dell'albero dalla loro parte e l'albero cadde` con tutti i Tigrorsi 
By Laury